# Leonhard Gunkel
Leonhard Gunkel (geboren um 1878; gestorben 16. Januar 1918) war ein deutscher Kunstmaler und Kunstpädagoge, Kirchenmaler und Restaurator.

## Leben
Leonhard Gunkel studierte an der Kunstakademie Dresden unter Otto Gußmann. Während seines Studiums in Dresden tätigte er bereits erste Kirchenausmalungen.
1907 wurde Gunkels Tochter geboren. Ab demselben Jahr und bis 1917 war Gunkel im Adressbuch der Stadt Bremen verzeichnet; anfangs als Kunstmaler, dann auch als Lehrer, als der er ab 1908 am Bremischen Gewerbeschule beziehungsweise dem Gewerbemuseum Bremen arbeitete.
Neben der Ausmalung von Sakralgebäuden schuf Gunkel auch Werke, von denen er einige auf der von 1912 bis 1913 veranstalteten Bremischen Kunstausstellung zeigte.
Der Anfang 1918 verstorbene Künstler hinterließ eine Witwe, die ab 1918 im Bremischen Adressbuch verzeichnet war, und eine seinerzeit 10-jährige Halbwaise.

## Bekannte Werke
- 1908: Ausmalung der Kirche in Kirchweyhe[2]
- 1912: Ausmalung der Kirche in Heiligenfelde[2]
- 1913–1914: Übertragung und Restaurierung von Wandmalereien der Sylvesterkirche in Quakenbrück[2]